# Liste der Naturdenkmale in Mossautal
Die Liste der Naturdenkmale in Mossautal nennt die im Gebiet der Gemeinde Mossautal im Odenwaldkreis in Hessen gelegenen Naturdenkmale.
| Bild | Bezeichnung           | Ortsteil, Lage                              | Beschreibung                                                    | Art          | Nr.     |
| ---- | --------------------- | ------------------------------------------- | --------------------------------------------------------------- | ------------ | ------- |
| BW   | Kammer-Eiche          | 49° 37′ 47,2″ N, 8° 55′ 48,2″ O             | etwa 200 Jahre alte Traubeneiche, Höhe 20 m, Stammumfang 3,60 m | Traubeneiche | 437.551 |
| BW   | Balsebuche            | 49° 39′ 37,4″ N, 8° 55′ 27,8″ O             | Höhe 20 m, Stammumfang 3,95 m                                   | Rotbuche     | 437.552 |
| BW   | Eiche in Unter-Mossau | Unter-Mossau 49° 39′ 8,1″ N, 8° 55′ 41,6″ O | Höhe 27 m, Stammumfang 4,55 m                                   | Stieleiche   | 437.553 |

## Belege
1. ↑  
Naturdenkmale im Odenwaldkreis in Google Maps, abgerufen am 7. April 2020.

- Karte mit allen Koordinaten:
- OSM |
- WikiMap